# 서울관악소방서
서울관악소방서(서울冠岳消防署, Seoul Gwanak Fire Station)는 서울특별시 관악구를 관할하는 서울특별시 소방재난본부 산하의 소방서이다.
소방서장은 소방정으로 보한다.

## 연혁
- 2000년 9월 21일 서울동작소방서 분리

## 조직
| - 소방행정과 - 소방행정팀 - 장비회계팀 - 홍보교육팀 | - 재난관리과 - 대응총괄팀 - 구조팀 - 구급팀 | - 예방과 - 예방팀 - 검사지도팀 - 위험물안전팀 | - 현장대응단 - 지휘팀 - 진압대 - 구조대 |

## 관악안전테마파크

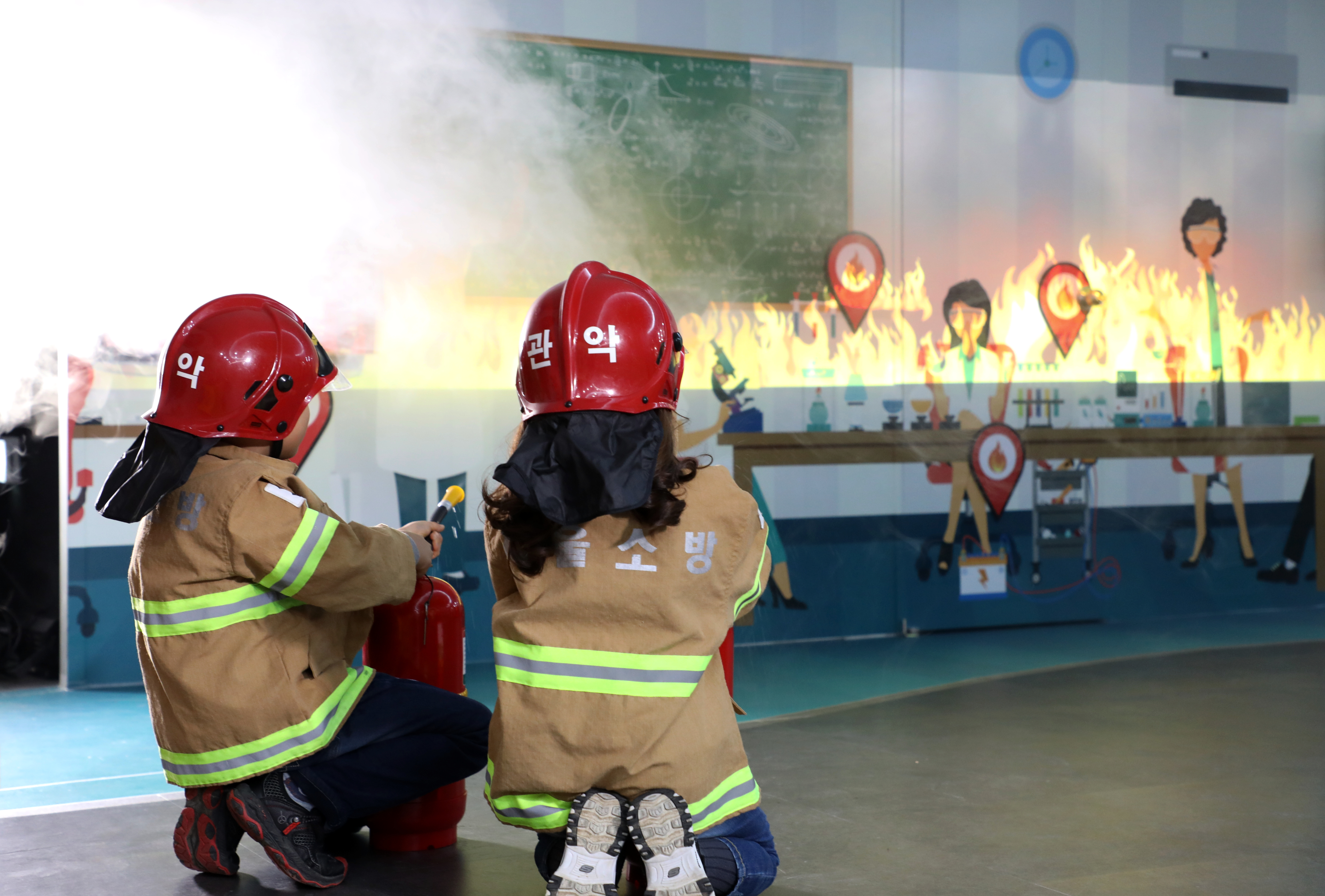
관악안전테마파크 실험실 화재 소화기 체험

안전교육을 위한 소방안전테마파크를 2019년 완공했다. 증강현실(AR) 콘텐츠를 도입했으며, 조명과 이미지를 활용해 가상현실(VR)도 구현했다. 안전체험관은 어린이뿐만 아니라 성인들도 이용할 수 있다.

### 교육 내용
- 가상현실(VR)로 배우는 화재진압체험코너
- 불이야 소리쳐 알리며 대피하는 연기대피코너
- 미끄럼대·완강기로 탈출하는 방법을 배우는 피난기구코너
- 심정지, 질식, 골절 시에 당황하지 않게 배우는 응급처치코너
- 가상현실로 뱀·벌·야생동물을 만나면 대처하는 방법
- 증강현실로 바람의 방향을 느끼는 바람코너
- 무선조정 소방차로 배우는 길터주기 코너
- 가족과 사진을 찍으며 배우는 캠핑안전코너

## 관할센터 및 관할구역
서울관악소방서는 3개의 119안전센터와 1개의 현장대응단을 산하에 두고 있다.
| 명칭                      | 사진 | 주소       | 관할구역                                                                                   | 지역대 |
| ------------------------- | ---- | ---------- | ------------------------------------------------------------------------------------------ | ------ |
| 서울관악소방서 현장대응단 |      | 관악로 97  | 청룡동, 낙성대동, 인헌동, 서림동, 삼성동, 대학동, 남현동 단, 구조는 서울특별시 관악구 일원 |        |
| 봉천119안전센터           |      | 은천로 54  | 은천동, 보라매동, 성현동, 청림동, 행운동, 중앙동                                           |        |
| 신림119안전센터           |      | 봉천로 202 | 서원동, 신원동, 신사동, 신림동                                                             |        |
| 난곡119안전센터           |      | 난곡로 243 | 난곡동, 난향동, 미성동, 조원동                                                             |        |

## 사건·사고
- 1998년 3월 29일 구로구 독산동에서 발생한 화재를 진압하던 중 2명이 순직하였다.[6]

## 같이 보기
- 대한민국 소방청
- 대한민국의 소방
- 대한민국 소방공무원

## 인접한 건물
- 서울관악경찰서
- 서울문영여자고등학교
- 서울여자상업고등학교